# Trịnh Thân vương

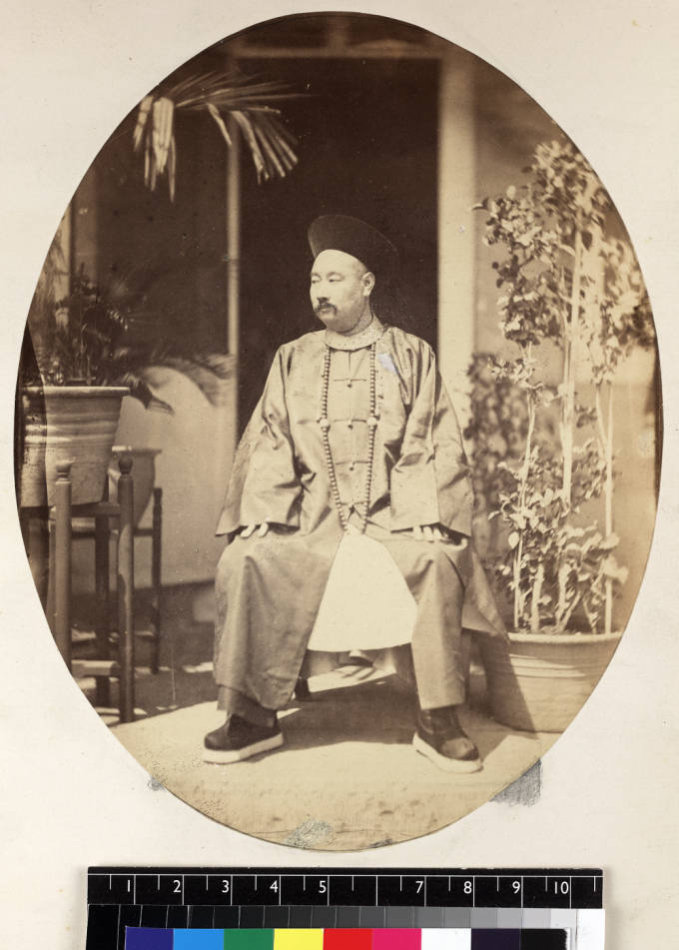
Túc Thuận - một trong Cố mệnh Bát đại thần, là một thành viên của Trịnh vương phủ.

Hòa Thạc Trịnh Thân vương (chữ Hán: 和碩鄭親王; , tiếng Mãn: ᡥᠣᡧᠣᡳ
 ᡠᠵᡝᠨ
 ᠴᡳᠨ
 ᠸᠠᠩ, Möllendorff: Hošoi ujen cin wang, Abkai: Hoxoi ujen qin wang), là tước vị Thân vương thế tập truyền đời nhà Thanh. Do được ban ân con cháu tập tước không bị giáng vị, Trịnh Thân vương trở thành một trong Thiết mạo tử vương.

## Khái quát
Thủy tổ của Trịnh vương phủ là Tế Nhĩ Cáp Lãng, con trai thứ sáu của Thư Nhĩ Cáp Tề - em của Thanh Thái Tổ Nỗ Nhĩ Cáp Xích. Vào thời điểm Nỗ Nhĩ Cáp Xích bắt đầu khởi binh, Thư Nhĩ Cáp Tề là em trai của Nỗ Nhĩ Cáp Xích, nắm giữ kỳ phân là tương đương Nỗ Nhĩ Cáp Xích, địa vị rất cao, tục xưng [Bán quốc chi chủ]. Sau đó Nỗ Nhĩ Cáp Xích theo chế độ tập quyền, Thư Nhĩ Cáp Tề bị xem là "mối họa lớn" cần phải kiềm chế, hai con trai bị giết, bản thân Thư Nhĩ Cáp Tề cũng bị giam cầm, hai năm sau cũng qua đời. Sau khi Thư Nhĩ Cáp Tề bị giam, kỳ phân mà ông sở hữu cũng bị giảm đi nhiều, do con trai A Mẫn làm lĩnh chủ.
Sau khi Hậu Kim thành lập, lập nên [Tứ đại Bối lặc], A Mẫn nắm Tương Lam kỳ, thuộc vị thứ 2, sau duy nhất có mỗi Đại Thiện. Nỗ Nhĩ Cáp Xích qua đời, Hoàng Thái Cực kế vị, A Mẫn do tính hung bạo kiêu căng mà mang họa, bị giam cầm cho đến chết. Thế hệ Thư Nhĩ Cáp Tề do đó truyền xuống Tế Nhĩ Cáp Lãng, vào năm Sùng Đức nguyên niên (1636) thì thụ tước Trịnh Thân vương. Vào thời Thuận Trị, Tế Nhĩ Cáp Lãng cùng Đa Nhĩ Cổn trở thành nhiếp chính. Trải qua những biến động, Tế Nhĩ Cáp Lãng đứng vững trong hàng Hoàng thúc, được Thuận Trị Đế nể trọng, đến năm Thuận Trị thứ 9 (1652) thụ Thúc Hòa Thạc Trịnh Thân vương, trở thành một trong Thiết mạo tử vương.

## Địa vị
Trịnh vương phủ một chi bởi vì huyết thống sâu sắc, hệ thống gia phả cực kỳ khổng lồ, phân nhánh thuộc hàng đồ sộ nhất trong Hoàng phái. Từ con thứ A Mẫn của Thư Nhĩ Cáp Tề, phân ra ba nhánh nhà Trấn quốc công Cung A, Quả Cái, Quả Lại. Từ con trai thứ 3 Trát Tát Khắc Đồ xuống nhánh Phụ quốc công gia. Con thứ 4 Đồ Luân, từ Bối lặc truyền xuống, có nhánh nhà Trấn quốc công Đồn Tề. Con thứ 5 Trại Tang Vũ, truy phong Bối lặc, hậu duệ kế thừa xuống dần. Cả bốn chi trên đều là nhánh thứ tiểu tông, đại tông đương nhiên là nhánh của Tế Nhĩ Cáp Lãng. Ông ta có 10 con trai, trong đó 4 vị vô tự. Đại tông tính từ con thứ Tế Độ kế thừa, hiệu [Giản Thân vương; 簡親王], nhưng sau bị tội cách tước và hết hậu duệ, liền lấy hậu duệ phòng 4 là Ba Nhĩ Kham để kế thừa đại tông, tức Kỳ Thông A. Em trai thứ 8 của Tế Nhĩ Cáp Lãng là Phí Dương Vũ, nguyên là Bối lặc, nhưng trong năm Càn Long do có cháu Đức Phái nhập đại tông kế thừa, nên được truy thành Giản Thân vương. Từ Tích Cáp Nạp, thừa kế Trịnh vương phủ được đổi gọi [Trịnh] như cũ mà không phải [Giản].
Tuy có đến 2 lần đại biến, song địa vị của Trịnh vương phủ một chi trong Hoàng phái vẫn là cao quý, vẫn là Đại kỳ chủ của Tương Lam kỳ hiển hách. Thậm chí sau này con cháu Nỗ Nhĩ Cáp Xích, Đại Thiện ân phong Vương tước, nhưng vẫn không thể đụng đến kỳ quyền rất lớn của Trịnh vương phủ. Sau khi Đa Nhĩ Cổn bị hạch tội đoạt tước, Tế Nhĩ Cáp Lãng trở thành Thúc vương, có được sự tôn trọng cực kỳ lớn trong Hoàng thất. Về vấn đề thứ tự tông pháp, Trịnh vương phủ là hậu duệ Thanh Hiển Tổ Tháp Khắc Thế, thứ cao thượng, do đó chỉ xếp sau Lễ vương (nhánh Đại Thiện) và Duệ vương (nhánh Đa Nhĩ Cổn), đứng hàm thứ 3 trong chư Vương. Vì Tế Nhĩ Cáp Lãng giữ Tương Lam kỳ, sau khi phân phong đến hết đời Thanh, hậu duệ của ông đều là người Tương Lam kỳ.

## Trịnh Thân vương
Thứ tự thừa kế Trịnh vương phủ. Số năm lần lượt là năm sinh, năm thừa tước, năm mất; in đậm là khoảng thời gian thụ tước:
1. Trịnh Hiến Thân vương Tế Nhĩ Cáp Lãng (濟爾哈朗)
1599 - 1636 - 1655
2. Giản Thuần Thân vương Tế Độ (濟度)
1633 - 1657 - 1660
3. Giản Huệ Thân vương Đức Tắc (德塞)
1654 - 1661 - 1670
4. Dĩ cách Giản Thân vương Lạt Bố (喇布), bị tội đoạt tước.
1654 - 1670 - 1681
5. Giản Tu Thân vương Nhã Bố (雅布)
1658 - 1683 - 1701
6. Dĩ cách Giản Thân vương Nhã Nhĩ Giang A (雅爾江阿), bị tội đoạt tước.
1677 - 1703 - 1726 - 1732
7. Dĩ cách Giản Thân vương Thần Bảo Trụ (神保住), bị tội đoạt tước.
1696 - 1726 - 1748 - 1759
8. Giản Nghi Thân vương Đức Phái (德沛)
1688 - 1748 - 1752 (nhập kế đại tông, ông cố Phí Dương Vũ, ông nội Phó Lạt Tháp, cha Phúc Tồn đều truy phong Giản Thân vương)
9. Giản Cần Thân vương Kỳ Thông A (奇通阿)
1701 - 1752 - 1763 (nhập kế đại tông, ông nội Ba Nhĩ Kham, cha Ba Thái đều truy phong Giản Thân vương)
10. Giản Khác Thân vương Phong Nột Hanh (豐訥亨)
1723 - 1763 - 1775
11. Trịnh Cung Thân vương Tích Cáp Nạp (積哈納)
1758 - 1776 - 1794
12. Trịnh Thận Thân vương Ô Nhĩ Cung A (烏爾恭阿)
1778 - 1794 - 1846
13. Dĩ cách Trịnh Thân vương Đoan Hoa (端华), bị tội đoạt tước.
1807 - 1846 - 1861
14. Bất nhập Bát phân Phụ quốc công Nhạc Linh (岳齡), bị tội đoạt tước.
1849 - 1862 - 1864 - 1866
15. Dĩ cách Trịnh Thân vương Thừa Chí (承志), bị tội đoạt tước.
1843 - 1864 - 1871 - 1882
16. Trịnh Thuận Thân vương Khánh Chí (慶至)
1814 - 1871 - 1878
17. Trịnh Khác Thân vương Khải Thái (凱泰)
1871 - 1878 - 1900
18. Trịnh Thân vương Chiêu Hú (照煦)
1900 - 1902 - 1912 - 1950

## Phả hệ Trịnh Thân vương
|                                                                   |                                                                   |                                                                   |                                                                   |                                                                   |                                                                   |  |  | Quá kế                                                              |                                                                     |                                                                     |                                                                     |                                                                     |                                                                     |  |  |                                                                |                                                                |                                                                |                                                                |                                                                |                                                                |  |  |                                                            |                                                            |                                                            |                                                            |                                                            |                                                            |  |  |                                                      |                                                      |                                                      |                                                      |                                                      |                                                      |  |  |                                                               |                                                               |                                                               |                                                               |                                                               |                                                               |  |  |  |  |  |  |  |  |  |  |  |  |  |  |  |  |  |  |  |  |  |  |  |  |  |  |  |  |  |  |  |  |
|                                                                   |                                                                   |                                                                   |                                                                   |                                                                   |                                                                   |  |  |                                                                     |                                                                     |                                                                     |                                                                     |                                                                     |                                                                     |  |  |                                                                |                                                                |                                                                |                                                                |                                                                |                                                                |  |  |                                                            |                                                            |                                                            |                                                            |                                                            |                                                            |  |  |                                                      |                                                      |                                                      |                                                      |                                                      |                                                      |  |  |                                                               |                                                               |                                                               |                                                               |                                                               |                                                               |  |  |  |  |  |  |  |  |  |  |  |  |  |  |  |  |  |  |  |  |  |  |  |  |  |  |  |  |  |  |  |  |
|                                                                   |                                                                   |                                                                   |                                                                   |                                                                   |                                                                   |  |  |                                                                     |                                                                     |                                                                     |                                                                     |                                                                     |                                                                     |  |  |                                                                |                                                                |                                                                |                                                                |                                                                |                                                                |  |  |                                                            |                                                            |                                                            |                                                            |                                                            |                                                            |  |  |                                                      |                                                      |                                                      |                                                      |                                                      |                                                      |  |  |                                                               |                                                               |                                                               |                                                               |                                                               |                                                               |  |  |  |  |  |  |  |  |  |  |  |  |  |  |  |  |  |  |  |  |  |  |  |  |  |  |  |  |  |  |  |  |
|                                                                   |                                                                   |                                                                   |                                                                   |                                                                   |                                                                   |  |  |                                                                     |                                                                     |                                                                     |                                                                     |                                                                     |                                                                     |  |  | Trịnh Hiến Thân vương Tế Nhĩ Cáp Lãng 1599 - 1636 - 1655       | Trịnh Hiến Thân vương Tế Nhĩ Cáp Lãng 1599 - 1636 - 1655       | Trịnh Hiến Thân vương Tế Nhĩ Cáp Lãng 1599 - 1636 - 1655       | Trịnh Hiến Thân vương Tế Nhĩ Cáp Lãng 1599 - 1636 - 1655       | Trịnh Hiến Thân vương Tế Nhĩ Cáp Lãng 1599 - 1636 - 1655       | Trịnh Hiến Thân vương Tế Nhĩ Cáp Lãng 1599 - 1636 - 1655       |  |  |                                                            |                                                            |                                                            |                                                            |                                                            |                                                            |  |  |                                                      |                                                      |                                                      |                                                      |                                                      |                                                      |  |  | Truy phong Giản Tĩnh Định Thân vương Phí Dương Vũ 1605 - 1643 | Truy phong Giản Tĩnh Định Thân vương Phí Dương Vũ 1605 - 1643 | Truy phong Giản Tĩnh Định Thân vương Phí Dương Vũ 1605 - 1643 | Truy phong Giản Tĩnh Định Thân vương Phí Dương Vũ 1605 - 1643 | Truy phong Giản Tĩnh Định Thân vương Phí Dương Vũ 1605 - 1643 | Truy phong Giản Tĩnh Định Thân vương Phí Dương Vũ 1605 - 1643 |  |  |  |  |  |  |  |  |  |  |  |  |  |  |  |  |  |  |  |  |  |  |  |  |  |  |  |  |  |  |  |  |
|                                                                   |                                                                   |                                                                   |                                                                   |                                                                   |                                                                   |  |  |                                                                     |                                                                     |                                                                     |                                                                     |                                                                     |                                                                     |  |  | Trịnh Hiến Thân vương Tế Nhĩ Cáp Lãng 1599 - 1636 - 1655       | Trịnh Hiến Thân vương Tế Nhĩ Cáp Lãng 1599 - 1636 - 1655       | Trịnh Hiến Thân vương Tế Nhĩ Cáp Lãng 1599 - 1636 - 1655       | Trịnh Hiến Thân vương Tế Nhĩ Cáp Lãng 1599 - 1636 - 1655       | Trịnh Hiến Thân vương Tế Nhĩ Cáp Lãng 1599 - 1636 - 1655       | Trịnh Hiến Thân vương Tế Nhĩ Cáp Lãng 1599 - 1636 - 1655       |  |  |                                                            |                                                            |                                                            |                                                            |                                                            |                                                            |  |  |                                                      |                                                      |                                                      |                                                      |                                                      |                                                      |  |  | Truy phong Giản Tĩnh Định Thân vương Phí Dương Vũ 1605 - 1643 | Truy phong Giản Tĩnh Định Thân vương Phí Dương Vũ 1605 - 1643 | Truy phong Giản Tĩnh Định Thân vương Phí Dương Vũ 1605 - 1643 | Truy phong Giản Tĩnh Định Thân vương Phí Dương Vũ 1605 - 1643 | Truy phong Giản Tĩnh Định Thân vương Phí Dương Vũ 1605 - 1643 | Truy phong Giản Tĩnh Định Thân vương Phí Dương Vũ 1605 - 1643 |  |  |  |  |  |  |  |  |  |  |  |  |  |  |  |  |  |  |  |  |  |  |  |  |  |  |  |  |  |  |  |  |
|                                                                   |                                                                   |                                                                   |                                                                   |                                                                   |                                                                   |  |  |                                                                     |                                                                     |                                                                     |                                                                     |                                                                     |                                                                     |  |  |                                                                |                                                                |                                                                |                                                                |                                                                |                                                                |  |  |                                                            |                                                            |                                                            |                                                            |                                                            |                                                            |  |  |                                                      |                                                      |                                                      |                                                      |                                                      |                                                      |  |  |                                                               |                                                               |                                                               |                                                               |                                                               |                                                               |  |  |  |  |  |  |  |  |  |  |  |  |  |  |  |  |  |  |  |  |  |  |  |  |  |  |  |  |  |  |  |  |
|                                                                   |                                                                   |                                                                   |                                                                   |                                                                   |                                                                   |  |  |                                                                     |                                                                     |                                                                     |                                                                     |                                                                     |                                                                     |  |  | Giản Thuần Thân vương Tế Độ 1633 - 1657 - 1660                 | Giản Thuần Thân vương Tế Độ 1633 - 1657 - 1660                 | Giản Thuần Thân vương Tế Độ 1633 - 1657 - 1660                 | Giản Thuần Thân vương Tế Độ 1633 - 1657 - 1660                 | Giản Thuần Thân vương Tế Độ 1633 - 1657 - 1660                 | Giản Thuần Thân vương Tế Độ 1633 - 1657 - 1660                 |  |  | Truy phong Giản Vũ Thân vương Ba Nhĩ Kham 1637 - 1680      | Truy phong Giản Vũ Thân vương Ba Nhĩ Kham 1637 - 1680      | Truy phong Giản Vũ Thân vương Ba Nhĩ Kham 1637 - 1680      | Truy phong Giản Vũ Thân vương Ba Nhĩ Kham 1637 - 1680      | Truy phong Giản Vũ Thân vương Ba Nhĩ Kham 1637 - 1680      | Truy phong Giản Vũ Thân vương Ba Nhĩ Kham 1637 - 1680      |  |  |                                                      |                                                      |                                                      |                                                      |                                                      |                                                      |  |  | Truy phong Giản Huệ Hiến Thân vương Phó Lạt Tháp 1625 - 1676  | Truy phong Giản Huệ Hiến Thân vương Phó Lạt Tháp 1625 - 1676  | Truy phong Giản Huệ Hiến Thân vương Phó Lạt Tháp 1625 - 1676  | Truy phong Giản Huệ Hiến Thân vương Phó Lạt Tháp 1625 - 1676  | Truy phong Giản Huệ Hiến Thân vương Phó Lạt Tháp 1625 - 1676  | Truy phong Giản Huệ Hiến Thân vương Phó Lạt Tháp 1625 - 1676  |  |  |  |  |  |  |  |  |  |  |  |  |  |  |  |  |  |  |  |  |  |  |  |  |  |  |  |  |  |  |  |  |
|                                                                   |                                                                   |                                                                   |                                                                   |                                                                   |                                                                   |  |  |                                                                     |                                                                     |                                                                     |                                                                     |                                                                     |                                                                     |  |  | Giản Thuần Thân vương Tế Độ 1633 - 1657 - 1660                 | Giản Thuần Thân vương Tế Độ 1633 - 1657 - 1660                 | Giản Thuần Thân vương Tế Độ 1633 - 1657 - 1660                 | Giản Thuần Thân vương Tế Độ 1633 - 1657 - 1660                 | Giản Thuần Thân vương Tế Độ 1633 - 1657 - 1660                 | Giản Thuần Thân vương Tế Độ 1633 - 1657 - 1660                 |  |  | Truy phong Giản Vũ Thân vương Ba Nhĩ Kham 1637 - 1680      | Truy phong Giản Vũ Thân vương Ba Nhĩ Kham 1637 - 1680      | Truy phong Giản Vũ Thân vương Ba Nhĩ Kham 1637 - 1680      | Truy phong Giản Vũ Thân vương Ba Nhĩ Kham 1637 - 1680      | Truy phong Giản Vũ Thân vương Ba Nhĩ Kham 1637 - 1680      | Truy phong Giản Vũ Thân vương Ba Nhĩ Kham 1637 - 1680      |  |  |                                                      |                                                      |                                                      |                                                      |                                                      |                                                      |  |  | Truy phong Giản Huệ Hiến Thân vương Phó Lạt Tháp 1625 - 1676  | Truy phong Giản Huệ Hiến Thân vương Phó Lạt Tháp 1625 - 1676  | Truy phong Giản Huệ Hiến Thân vương Phó Lạt Tháp 1625 - 1676  | Truy phong Giản Huệ Hiến Thân vương Phó Lạt Tháp 1625 - 1676  | Truy phong Giản Huệ Hiến Thân vương Phó Lạt Tháp 1625 - 1676  | Truy phong Giản Huệ Hiến Thân vương Phó Lạt Tháp 1625 - 1676  |  |  |  |  |  |  |  |  |  |  |  |  |  |  |  |  |  |  |  |  |  |  |  |  |  |  |  |  |  |  |  |  |
|                                                                   |                                                                   |                                                                   |                                                                   |                                                                   |                                                                   |  |  |                                                                     |                                                                     |                                                                     |                                                                     |                                                                     |                                                                     |  |  |                                                                |                                                                |                                                                |                                                                |                                                                |                                                                |  |  |                                                            |                                                            |                                                            |                                                            |                                                            |                                                            |  |  |                                                      |                                                      |                                                      |                                                      |                                                      |                                                      |  |  |                                                               |                                                               |                                                               |                                                               |                                                               |                                                               |  |  |  |  |  |  |  |  |  |  |  |  |  |  |  |  |  |  |  |  |  |  |  |  |  |  |  |  |  |  |  |  |
| Dĩ cách Giản Thân vương Lạt Bố 1654 - 1670 - 1681                 | Dĩ cách Giản Thân vương Lạt Bố 1654 - 1670 - 1681                 | Dĩ cách Giản Thân vương Lạt Bố 1654 - 1670 - 1681                 | Dĩ cách Giản Thân vương Lạt Bố 1654 - 1670 - 1681                 | Dĩ cách Giản Thân vương Lạt Bố 1654 - 1670 - 1681                 | Dĩ cách Giản Thân vương Lạt Bố 1654 - 1670 - 1681                 |  |  | Giản Huệ Thân vương Đức Tắc 1654 - 1661 - 1670                      | Giản Huệ Thân vương Đức Tắc 1654 - 1661 - 1670                      | Giản Huệ Thân vương Đức Tắc 1654 - 1661 - 1670                      | Giản Huệ Thân vương Đức Tắc 1654 - 1661 - 1670                      | Giản Huệ Thân vương Đức Tắc 1654 - 1661 - 1670                      | Giản Huệ Thân vương Đức Tắc 1654 - 1661 - 1670                      |  |  | Giản Tu Thân vương Nhã Bố 1658 - 1683 - 1701                   | Giản Tu Thân vương Nhã Bố 1658 - 1683 - 1701                   | Giản Tu Thân vương Nhã Bố 1658 - 1683 - 1701                   | Giản Tu Thân vương Nhã Bố 1658 - 1683 - 1701                   | Giản Tu Thân vương Nhã Bố 1658 - 1683 - 1701                   | Giản Tu Thân vương Nhã Bố 1658 - 1683 - 1701                   |  |  | Truy phong Giản Thân vương Ba Tắc 1663 - 1731              | Truy phong Giản Thân vương Ba Tắc 1663 - 1731              | Truy phong Giản Thân vương Ba Tắc 1663 - 1731              | Truy phong Giản Thân vương Ba Tắc 1663 - 1731              | Truy phong Giản Thân vương Ba Tắc 1663 - 1731              | Truy phong Giản Thân vương Ba Tắc 1663 - 1731              |  |  |                                                      |                                                      |                                                      |                                                      |                                                      |                                                      |  |  | Truy phong Giản Thân vương Phúc Tồn 1665 - 1700               | Truy phong Giản Thân vương Phúc Tồn 1665 - 1700               | Truy phong Giản Thân vương Phúc Tồn 1665 - 1700               | Truy phong Giản Thân vương Phúc Tồn 1665 - 1700               | Truy phong Giản Thân vương Phúc Tồn 1665 - 1700               | Truy phong Giản Thân vương Phúc Tồn 1665 - 1700               |  |  |  |  |  |  |  |  |  |  |  |  |  |  |  |  |  |  |  |  |  |  |  |  |  |  |  |  |  |  |  |  |
| Dĩ cách Giản Thân vương Lạt Bố 1654 - 1670 - 1681                 | Dĩ cách Giản Thân vương Lạt Bố 1654 - 1670 - 1681                 | Dĩ cách Giản Thân vương Lạt Bố 1654 - 1670 - 1681                 | Dĩ cách Giản Thân vương Lạt Bố 1654 - 1670 - 1681                 | Dĩ cách Giản Thân vương Lạt Bố 1654 - 1670 - 1681                 | Dĩ cách Giản Thân vương Lạt Bố 1654 - 1670 - 1681                 |  |  | Giản Huệ Thân vương Đức Tắc 1654 - 1661 - 1670                      | Giản Huệ Thân vương Đức Tắc 1654 - 1661 - 1670                      | Giản Huệ Thân vương Đức Tắc 1654 - 1661 - 1670                      | Giản Huệ Thân vương Đức Tắc 1654 - 1661 - 1670                      | Giản Huệ Thân vương Đức Tắc 1654 - 1661 - 1670                      | Giản Huệ Thân vương Đức Tắc 1654 - 1661 - 1670                      |  |  | Giản Tu Thân vương Nhã Bố 1658 - 1683 - 1701                   | Giản Tu Thân vương Nhã Bố 1658 - 1683 - 1701                   | Giản Tu Thân vương Nhã Bố 1658 - 1683 - 1701                   | Giản Tu Thân vương Nhã Bố 1658 - 1683 - 1701                   | Giản Tu Thân vương Nhã Bố 1658 - 1683 - 1701                   | Giản Tu Thân vương Nhã Bố 1658 - 1683 - 1701                   |  |  | Truy phong Giản Thân vương Ba Tắc 1663 - 1731              | Truy phong Giản Thân vương Ba Tắc 1663 - 1731              | Truy phong Giản Thân vương Ba Tắc 1663 - 1731              | Truy phong Giản Thân vương Ba Tắc 1663 - 1731              | Truy phong Giản Thân vương Ba Tắc 1663 - 1731              | Truy phong Giản Thân vương Ba Tắc 1663 - 1731              |  |  |                                                      |                                                      |                                                      |                                                      |                                                      |                                                      |  |  | Truy phong Giản Thân vương Phúc Tồn 1665 - 1700               | Truy phong Giản Thân vương Phúc Tồn 1665 - 1700               | Truy phong Giản Thân vương Phúc Tồn 1665 - 1700               | Truy phong Giản Thân vương Phúc Tồn 1665 - 1700               | Truy phong Giản Thân vương Phúc Tồn 1665 - 1700               | Truy phong Giản Thân vương Phúc Tồn 1665 - 1700               |  |  |  |  |  |  |  |  |  |  |  |  |  |  |  |  |  |  |  |  |  |  |  |  |  |  |  |  |  |  |  |  |
|                                                                   |                                                                   |                                                                   |                                                                   |                                                                   |                                                                   |  |  |                                                                     |                                                                     |                                                                     |                                                                     |                                                                     |                                                                     |  |  |                                                                |                                                                |                                                                |                                                                |                                                                |                                                                |  |  |                                                            |                                                            |                                                            |                                                            |                                                            |                                                            |  |  |                                                      |                                                      |                                                      |                                                      |                                                      |                                                      |  |  |                                                               |                                                               |                                                               |                                                               |                                                               |                                                               |  |  |  |  |  |  |  |  |  |  |  |  |  |  |  |  |  |  |  |  |  |  |  |  |  |  |  |  |  |  |  |  |
| Dĩ cách Giản Thân vương Nhã Nhĩ Giang A 1677 - 1703 - 1726 - 1732 | Dĩ cách Giản Thân vương Nhã Nhĩ Giang A 1677 - 1703 - 1726 - 1732 | Dĩ cách Giản Thân vương Nhã Nhĩ Giang A 1677 - 1703 - 1726 - 1732 | Dĩ cách Giản Thân vương Nhã Nhĩ Giang A 1677 - 1703 - 1726 - 1732 | Dĩ cách Giản Thân vương Nhã Nhĩ Giang A 1677 - 1703 - 1726 - 1732 | Dĩ cách Giản Thân vương Nhã Nhĩ Giang A 1677 - 1703 - 1726 - 1732 |  |  | Dĩ cách Phụ quốc Tướng quân A Trát Lan 1683 - 1717                  | Dĩ cách Phụ quốc Tướng quân A Trát Lan 1683 - 1717                  | Dĩ cách Phụ quốc Tướng quân A Trát Lan 1683 - 1717                  | Dĩ cách Phụ quốc Tướng quân A Trát Lan 1683 - 1717                  | Dĩ cách Phụ quốc Tướng quân A Trát Lan 1683 - 1717                  | Dĩ cách Phụ quốc Tướng quân A Trát Lan 1683 - 1717                  |  |  | Dĩ cách Giản Thân vương Thần Bảo Trụ 1696 - 1726 - 1748 - 1759 | Dĩ cách Giản Thân vương Thần Bảo Trụ 1696 - 1726 - 1748 - 1759 | Dĩ cách Giản Thân vương Thần Bảo Trụ 1696 - 1726 - 1748 - 1759 | Dĩ cách Giản Thân vương Thần Bảo Trụ 1696 - 1726 - 1748 - 1759 | Dĩ cách Giản Thân vương Thần Bảo Trụ 1696 - 1726 - 1748 - 1759 | Dĩ cách Giản Thân vương Thần Bảo Trụ 1696 - 1726 - 1748 - 1759 |  |  | Giản Cần Thân vương Kỳ Thông A 1701 - 1752 - 1763          | Giản Cần Thân vương Kỳ Thông A 1701 - 1752 - 1763          | Giản Cần Thân vương Kỳ Thông A 1701 - 1752 - 1763          | Giản Cần Thân vương Kỳ Thông A 1701 - 1752 - 1763          | Giản Cần Thân vương Kỳ Thông A 1701 - 1752 - 1763          | Giản Cần Thân vương Kỳ Thông A 1701 - 1752 - 1763          |  |  |                                                      |                                                      |                                                      |                                                      |                                                      |                                                      |  |  | Giản Nghi Thân vương Đức Phái 1688 - 1748 - 1752              | Giản Nghi Thân vương Đức Phái 1688 - 1748 - 1752              | Giản Nghi Thân vương Đức Phái 1688 - 1748 - 1752              | Giản Nghi Thân vương Đức Phái 1688 - 1748 - 1752              | Giản Nghi Thân vương Đức Phái 1688 - 1748 - 1752              | Giản Nghi Thân vương Đức Phái 1688 - 1748 - 1752              |  |  |  |  |  |  |  |  |  |  |  |  |  |  |  |  |  |  |  |  |  |  |  |  |  |  |  |  |  |  |  |  |
| Dĩ cách Giản Thân vương Nhã Nhĩ Giang A 1677 - 1703 - 1726 - 1732 | Dĩ cách Giản Thân vương Nhã Nhĩ Giang A 1677 - 1703 - 1726 - 1732 | Dĩ cách Giản Thân vương Nhã Nhĩ Giang A 1677 - 1703 - 1726 - 1732 | Dĩ cách Giản Thân vương Nhã Nhĩ Giang A 1677 - 1703 - 1726 - 1732 | Dĩ cách Giản Thân vương Nhã Nhĩ Giang A 1677 - 1703 - 1726 - 1732 | Dĩ cách Giản Thân vương Nhã Nhĩ Giang A 1677 - 1703 - 1726 - 1732 |  |  | Dĩ cách Phụ quốc Tướng quân A Trát Lan 1683 - 1717                  | Dĩ cách Phụ quốc Tướng quân A Trát Lan 1683 - 1717                  | Dĩ cách Phụ quốc Tướng quân A Trát Lan 1683 - 1717                  | Dĩ cách Phụ quốc Tướng quân A Trát Lan 1683 - 1717                  | Dĩ cách Phụ quốc Tướng quân A Trát Lan 1683 - 1717                  | Dĩ cách Phụ quốc Tướng quân A Trát Lan 1683 - 1717                  |  |  | Dĩ cách Giản Thân vương Thần Bảo Trụ 1696 - 1726 - 1748 - 1759 | Dĩ cách Giản Thân vương Thần Bảo Trụ 1696 - 1726 - 1748 - 1759 | Dĩ cách Giản Thân vương Thần Bảo Trụ 1696 - 1726 - 1748 - 1759 | Dĩ cách Giản Thân vương Thần Bảo Trụ 1696 - 1726 - 1748 - 1759 | Dĩ cách Giản Thân vương Thần Bảo Trụ 1696 - 1726 - 1748 - 1759 | Dĩ cách Giản Thân vương Thần Bảo Trụ 1696 - 1726 - 1748 - 1759 |  |  | Giản Cần Thân vương Kỳ Thông A 1701 - 1752 - 1763          | Giản Cần Thân vương Kỳ Thông A 1701 - 1752 - 1763          | Giản Cần Thân vương Kỳ Thông A 1701 - 1752 - 1763          | Giản Cần Thân vương Kỳ Thông A 1701 - 1752 - 1763          | Giản Cần Thân vương Kỳ Thông A 1701 - 1752 - 1763          | Giản Cần Thân vương Kỳ Thông A 1701 - 1752 - 1763          |  |  |                                                      |                                                      |                                                      |                                                      |                                                      |                                                      |  |  | Giản Nghi Thân vương Đức Phái 1688 - 1748 - 1752              | Giản Nghi Thân vương Đức Phái 1688 - 1748 - 1752              | Giản Nghi Thân vương Đức Phái 1688 - 1748 - 1752              | Giản Nghi Thân vương Đức Phái 1688 - 1748 - 1752              | Giản Nghi Thân vương Đức Phái 1688 - 1748 - 1752              | Giản Nghi Thân vương Đức Phái 1688 - 1748 - 1752              |  |  |  |  |  |  |  |  |  |  |  |  |  |  |  |  |  |  |  |  |  |  |  |  |  |  |  |  |  |  |  |  |
|                                                                   |                                                                   |                                                                   |                                                                   |                                                                   |                                                                   |  |  |                                                                     |                                                                     |                                                                     |                                                                     |                                                                     |                                                                     |  |  |                                                                |                                                                |                                                                |                                                                |                                                                |                                                                |  |  |                                                            |                                                            |                                                            |                                                            |                                                            |                                                            |  |  |                                                      |                                                      |                                                      |                                                      |                                                      |                                                      |  |  |                                                               |                                                               |                                                               |                                                               |                                                               |                                                               |  |  |  |  |  |  |  |  |  |  |  |  |  |  |  |  |  |  |  |  |  |  |  |  |  |  |  |  |  |  |  |  |
|                                                                   |                                                                   |                                                                   |                                                                   |                                                                   |                                                                   |  |  | Đức Trùng 1714 - 1745                                               | Đức Trùng 1714 - 1745                                               | Đức Trùng 1714 - 1745                                               | Đức Trùng 1714 - 1745                                               | Đức Trùng 1714 - 1745                                               | Đức Trùng 1714 - 1745                                               |  |  | Giản Khác Thân vương Phong Nột Hanh 1723 - 1763 - 1775         | Giản Khác Thân vương Phong Nột Hanh 1723 - 1763 - 1775         | Giản Khác Thân vương Phong Nột Hanh 1723 - 1763 - 1775         | Giản Khác Thân vương Phong Nột Hanh 1723 - 1763 - 1775         | Giản Khác Thân vương Phong Nột Hanh 1723 - 1763 - 1775         | Giản Khác Thân vương Phong Nột Hanh 1723 - 1763 - 1775         |  |  |                                                            |                                                            |                                                            |                                                            |                                                            |                                                            |  |  |                                                      |                                                      |                                                      |                                                      |                                                      |                                                      |  |  | Truy phong Trịnh Thân vương Kinh Nột Hanh 1743 - 1775         | Truy phong Trịnh Thân vương Kinh Nột Hanh 1743 - 1775         | Truy phong Trịnh Thân vương Kinh Nột Hanh 1743 - 1775         | Truy phong Trịnh Thân vương Kinh Nột Hanh 1743 - 1775         | Truy phong Trịnh Thân vương Kinh Nột Hanh 1743 - 1775         | Truy phong Trịnh Thân vương Kinh Nột Hanh 1743 - 1775         |  |  |  |  |  |  |  |  |  |  |  |  |  |  |  |  |  |  |  |  |  |  |  |  |  |  |  |  |  |  |  |  |
|                                                                   |                                                                   |                                                                   |                                                                   |                                                                   |                                                                   |  |  | Đức Trùng 1714 - 1745                                               | Đức Trùng 1714 - 1745                                               | Đức Trùng 1714 - 1745                                               | Đức Trùng 1714 - 1745                                               | Đức Trùng 1714 - 1745                                               | Đức Trùng 1714 - 1745                                               |  |  | Giản Khác Thân vương Phong Nột Hanh 1723 - 1763 - 1775         | Giản Khác Thân vương Phong Nột Hanh 1723 - 1763 - 1775         | Giản Khác Thân vương Phong Nột Hanh 1723 - 1763 - 1775         | Giản Khác Thân vương Phong Nột Hanh 1723 - 1763 - 1775         | Giản Khác Thân vương Phong Nột Hanh 1723 - 1763 - 1775         | Giản Khác Thân vương Phong Nột Hanh 1723 - 1763 - 1775         |  |  |                                                            |                                                            |                                                            |                                                            |                                                            |                                                            |  |  |                                                      |                                                      |                                                      |                                                      |                                                      |                                                      |  |  | Truy phong Trịnh Thân vương Kinh Nột Hanh 1743 - 1775         | Truy phong Trịnh Thân vương Kinh Nột Hanh 1743 - 1775         | Truy phong Trịnh Thân vương Kinh Nột Hanh 1743 - 1775         | Truy phong Trịnh Thân vương Kinh Nột Hanh 1743 - 1775         | Truy phong Trịnh Thân vương Kinh Nột Hanh 1743 - 1775         | Truy phong Trịnh Thân vương Kinh Nột Hanh 1743 - 1775         |  |  |  |  |  |  |  |  |  |  |  |  |  |  |  |  |  |  |  |  |  |  |  |  |  |  |  |  |  |  |  |  |
|                                                                   |                                                                   |                                                                   |                                                                   |                                                                   |                                                                   |  |  |                                                                     |                                                                     |                                                                     |                                                                     |                                                                     |                                                                     |  |  |                                                                |                                                                |                                                                |                                                                |                                                                |                                                                |  |  |                                                            |                                                            |                                                            |                                                            |                                                            |                                                            |  |  |                                                      |                                                      |                                                      |                                                      |                                                      |                                                      |  |  |                                                               |                                                               |                                                               |                                                               |                                                               |                                                               |  |  |  |  |  |  |  |  |  |  |  |  |  |  |  |  |  |  |  |  |  |  |  |  |  |  |  |  |  |  |  |  |
| Quảng Hanh 1740 - 1769                                            | Quảng Hanh 1740 - 1769                                            | Quảng Hanh 1740 - 1769                                            | Quảng Hanh 1740 - 1769                                            | Quảng Hanh 1740 - 1769                                            | Quảng Hanh 1740 - 1769                                            |  |  | Quảng Minh 1738 - 1806                                              | Quảng Minh 1738 - 1806                                              | Quảng Minh 1738 - 1806                                              | Quảng Minh 1738 - 1806                                              | Quảng Minh 1738 - 1806                                              | Quảng Minh 1738 - 1806                                              |  |  | Trịnh Cung Thân vương Tích Cáp Nạp 1758 - 1776 - 1794          | Trịnh Cung Thân vương Tích Cáp Nạp 1758 - 1776 - 1794          | Trịnh Cung Thân vương Tích Cáp Nạp 1758 - 1776 - 1794          | Trịnh Cung Thân vương Tích Cáp Nạp 1758 - 1776 - 1794          | Trịnh Cung Thân vương Tích Cáp Nạp 1758 - 1776 - 1794          | Trịnh Cung Thân vương Tích Cáp Nạp 1758 - 1776 - 1794          |  |  |                                                            |                                                            |                                                            |                                                            |                                                            |                                                            |  |  | Truy phong Trịnh Thân vương Y Di Giang A 1775 - 1818 | Truy phong Trịnh Thân vương Y Di Giang A 1775 - 1818 | Truy phong Trịnh Thân vương Y Di Giang A 1775 - 1818 | Truy phong Trịnh Thân vương Y Di Giang A 1775 - 1818 | Truy phong Trịnh Thân vương Y Di Giang A 1775 - 1818 | Truy phong Trịnh Thân vương Y Di Giang A 1775 - 1818 |  |  | Truy phong Trịnh Thân vương Y Phong Ngạch 1770 - 1821         | Truy phong Trịnh Thân vương Y Phong Ngạch 1770 - 1821         | Truy phong Trịnh Thân vương Y Phong Ngạch 1770 - 1821         | Truy phong Trịnh Thân vương Y Phong Ngạch 1770 - 1821         | Truy phong Trịnh Thân vương Y Phong Ngạch 1770 - 1821         | Truy phong Trịnh Thân vương Y Phong Ngạch 1770 - 1821         |  |  |  |  |  |  |  |  |  |  |  |  |  |  |  |  |  |  |  |  |  |  |  |  |  |  |  |  |  |  |  |  |
| Quảng Hanh 1740 - 1769                                            | Quảng Hanh 1740 - 1769                                            | Quảng Hanh 1740 - 1769                                            | Quảng Hanh 1740 - 1769                                            | Quảng Hanh 1740 - 1769                                            | Quảng Hanh 1740 - 1769                                            |  |  | Quảng Minh 1738 - 1806                                              | Quảng Minh 1738 - 1806                                              | Quảng Minh 1738 - 1806                                              | Quảng Minh 1738 - 1806                                              | Quảng Minh 1738 - 1806                                              | Quảng Minh 1738 - 1806                                              |  |  | Trịnh Cung Thân vương Tích Cáp Nạp 1758 - 1776 - 1794          | Trịnh Cung Thân vương Tích Cáp Nạp 1758 - 1776 - 1794          | Trịnh Cung Thân vương Tích Cáp Nạp 1758 - 1776 - 1794          | Trịnh Cung Thân vương Tích Cáp Nạp 1758 - 1776 - 1794          | Trịnh Cung Thân vương Tích Cáp Nạp 1758 - 1776 - 1794          | Trịnh Cung Thân vương Tích Cáp Nạp 1758 - 1776 - 1794          |  |  |                                                            |                                                            |                                                            |                                                            |                                                            |                                                            |  |  | Truy phong Trịnh Thân vương Y Di Giang A 1775 - 1818 | Truy phong Trịnh Thân vương Y Di Giang A 1775 - 1818 | Truy phong Trịnh Thân vương Y Di Giang A 1775 - 1818 | Truy phong Trịnh Thân vương Y Di Giang A 1775 - 1818 | Truy phong Trịnh Thân vương Y Di Giang A 1775 - 1818 | Truy phong Trịnh Thân vương Y Di Giang A 1775 - 1818 |  |  | Truy phong Trịnh Thân vương Y Phong Ngạch 1770 - 1821         | Truy phong Trịnh Thân vương Y Phong Ngạch 1770 - 1821         | Truy phong Trịnh Thân vương Y Phong Ngạch 1770 - 1821         | Truy phong Trịnh Thân vương Y Phong Ngạch 1770 - 1821         | Truy phong Trịnh Thân vương Y Phong Ngạch 1770 - 1821         | Truy phong Trịnh Thân vương Y Phong Ngạch 1770 - 1821         |  |  |  |  |  |  |  |  |  |  |  |  |  |  |  |  |  |  |  |  |  |  |  |  |  |  |  |  |  |  |  |  |
|                                                                   |                                                                   |                                                                   |                                                                   |                                                                   |                                                                   |  |  |                                                                     |                                                                     |                                                                     |                                                                     |                                                                     |                                                                     |  |  |                                                                |                                                                |                                                                |                                                                |                                                                |                                                                |  |  |                                                            |                                                            |                                                            |                                                            |                                                            |                                                            |  |  |                                                      |                                                      |                                                      |                                                      |                                                      |                                                      |  |  |                                                               |                                                               |                                                               |                                                               |                                                               |                                                               |  |  |  |  |  |  |  |  |  |  |  |  |  |  |  |  |  |  |  |  |  |  |  |  |  |  |  |  |  |  |  |  |
|                                                                   |                                                                   |                                                                   |                                                                   |                                                                   |                                                                   |  |  | Hưng Niên 1777 - 1834                                               | Hưng Niên 1777 - 1834                                               | Hưng Niên 1777 - 1834                                               | Hưng Niên 1777 - 1834                                               | Hưng Niên 1777 - 1834                                               | Hưng Niên 1777 - 1834                                               |  |  | Trịnh Thận Thân vương Ô Nhĩ Cung A 1778 - 1794 - 1846          | Trịnh Thận Thân vương Ô Nhĩ Cung A 1778 - 1794 - 1846          | Trịnh Thận Thân vương Ô Nhĩ Cung A 1778 - 1794 - 1846          | Trịnh Thận Thân vương Ô Nhĩ Cung A 1778 - 1794 - 1846          | Trịnh Thận Thân vương Ô Nhĩ Cung A 1778 - 1794 - 1846          | Trịnh Thận Thân vương Ô Nhĩ Cung A 1778 - 1794 - 1846          |  |  | Tam đẳng Phụ quốc Tướng quân Ái Nhân 1783 - 1827           | Tam đẳng Phụ quốc Tướng quân Ái Nhân 1783 - 1827           | Tam đẳng Phụ quốc Tướng quân Ái Nhân 1783 - 1827           | Tam đẳng Phụ quốc Tướng quân Ái Nhân 1783 - 1827           | Tam đẳng Phụ quốc Tướng quân Ái Nhân 1783 - 1827           | Tam đẳng Phụ quốc Tướng quân Ái Nhân 1783 - 1827           |  |  | Truy phong Trịnh Thân vương Tùng Đức 1800 - 1822     | Truy phong Trịnh Thân vương Tùng Đức 1800 - 1822     | Truy phong Trịnh Thân vương Tùng Đức 1800 - 1822     | Truy phong Trịnh Thân vương Tùng Đức 1800 - 1822     | Truy phong Trịnh Thân vương Tùng Đức 1800 - 1822     | Truy phong Trịnh Thân vương Tùng Đức 1800 - 1822     |  |  | Truy phong Trịnh Thân vương Tây Lãng A 1798 - 1848            | Truy phong Trịnh Thân vương Tây Lãng A 1798 - 1848            | Truy phong Trịnh Thân vương Tây Lãng A 1798 - 1848            | Truy phong Trịnh Thân vương Tây Lãng A 1798 - 1848            | Truy phong Trịnh Thân vương Tây Lãng A 1798 - 1848            | Truy phong Trịnh Thân vương Tây Lãng A 1798 - 1848            |  |  |  |  |  |  |  |  |  |  |  |  |  |  |  |  |  |  |  |  |  |  |  |  |  |  |  |  |  |  |  |  |
|                                                                   |                                                                   |                                                                   |                                                                   |                                                                   |                                                                   |  |  | Hưng Niên 1777 - 1834                                               | Hưng Niên 1777 - 1834                                               | Hưng Niên 1777 - 1834                                               | Hưng Niên 1777 - 1834                                               | Hưng Niên 1777 - 1834                                               | Hưng Niên 1777 - 1834                                               |  |  | Trịnh Thận Thân vương Ô Nhĩ Cung A 1778 - 1794 - 1846          | Trịnh Thận Thân vương Ô Nhĩ Cung A 1778 - 1794 - 1846          | Trịnh Thận Thân vương Ô Nhĩ Cung A 1778 - 1794 - 1846          | Trịnh Thận Thân vương Ô Nhĩ Cung A 1778 - 1794 - 1846          | Trịnh Thận Thân vương Ô Nhĩ Cung A 1778 - 1794 - 1846          | Trịnh Thận Thân vương Ô Nhĩ Cung A 1778 - 1794 - 1846          |  |  | Tam đẳng Phụ quốc Tướng quân Ái Nhân 1783 - 1827           | Tam đẳng Phụ quốc Tướng quân Ái Nhân 1783 - 1827           | Tam đẳng Phụ quốc Tướng quân Ái Nhân 1783 - 1827           | Tam đẳng Phụ quốc Tướng quân Ái Nhân 1783 - 1827           | Tam đẳng Phụ quốc Tướng quân Ái Nhân 1783 - 1827           | Tam đẳng Phụ quốc Tướng quân Ái Nhân 1783 - 1827           |  |  | Truy phong Trịnh Thân vương Tùng Đức 1800 - 1822     | Truy phong Trịnh Thân vương Tùng Đức 1800 - 1822     | Truy phong Trịnh Thân vương Tùng Đức 1800 - 1822     | Truy phong Trịnh Thân vương Tùng Đức 1800 - 1822     | Truy phong Trịnh Thân vương Tùng Đức 1800 - 1822     | Truy phong Trịnh Thân vương Tùng Đức 1800 - 1822     |  |  | Truy phong Trịnh Thân vương Tây Lãng A 1798 - 1848            | Truy phong Trịnh Thân vương Tây Lãng A 1798 - 1848            | Truy phong Trịnh Thân vương Tây Lãng A 1798 - 1848            | Truy phong Trịnh Thân vương Tây Lãng A 1798 - 1848            | Truy phong Trịnh Thân vương Tây Lãng A 1798 - 1848            | Truy phong Trịnh Thân vương Tây Lãng A 1798 - 1848            |  |  |  |  |  |  |  |  |  |  |  |  |  |  |  |  |  |  |  |  |  |  |  |  |  |  |  |  |  |  |  |  |
|                                                                   |                                                                   |                                                                   |                                                                   |                                                                   |                                                                   |  |  |                                                                     |                                                                     |                                                                     |                                                                     |                                                                     |                                                                     |  |  |                                                                |                                                                |                                                                |                                                                |                                                                |                                                                |  |  |                                                            |                                                            |                                                            |                                                            |                                                            |                                                            |  |  |                                                      |                                                      |                                                      |                                                      |                                                      |                                                      |  |  |                                                               |                                                               |                                                               |                                                               |                                                               |                                                               |  |  |  |  |  |  |  |  |  |  |  |  |  |  |  |  |  |  |  |  |  |  |  |  |  |  |  |  |  |  |  |  |
|                                                                   |                                                                   |                                                                   |                                                                   |                                                                   |                                                                   |  |  | Dục Dương 1813 - 1861                                               | Dục Dương 1813 - 1861                                               | Dục Dương 1813 - 1861                                               | Dục Dương 1813 - 1861                                               | Dục Dương 1813 - 1861                                               | Dục Dương 1813 - 1861                                               |  |  | Dĩ cách Trịnh Thân vương Đoan Hoa 1807 - 1846 - 1861           | Dĩ cách Trịnh Thân vương Đoan Hoa 1807 - 1846 - 1861           | Dĩ cách Trịnh Thân vương Đoan Hoa 1807 - 1846 - 1861           | Dĩ cách Trịnh Thân vương Đoan Hoa 1807 - 1846 - 1861           | Dĩ cách Trịnh Thân vương Đoan Hoa 1807 - 1846 - 1861           | Dĩ cách Trịnh Thân vương Đoan Hoa 1807 - 1846 - 1861           |  |  | Dĩ cách Tam đẳng Phụ quốc Tướng quân Túc Thuận 1816 - 1861 | Dĩ cách Tam đẳng Phụ quốc Tướng quân Túc Thuận 1816 - 1861 | Dĩ cách Tam đẳng Phụ quốc Tướng quân Túc Thuận 1816 - 1861 | Dĩ cách Tam đẳng Phụ quốc Tướng quân Túc Thuận 1816 - 1861 | Dĩ cách Tam đẳng Phụ quốc Tướng quân Túc Thuận 1816 - 1861 | Dĩ cách Tam đẳng Phụ quốc Tướng quân Túc Thuận 1816 - 1861 |  |  | Trịnh Thuận Thân vương Khánh Chí 1814 - 1871 - 1878  | Trịnh Thuận Thân vương Khánh Chí 1814 - 1871 - 1878  | Trịnh Thuận Thân vương Khánh Chí 1814 - 1871 - 1878  | Trịnh Thuận Thân vương Khánh Chí 1814 - 1871 - 1878  | Trịnh Thuận Thân vương Khánh Chí 1814 - 1871 - 1878  | Trịnh Thuận Thân vương Khánh Chí 1814 - 1871 - 1878  |  |  | Dĩ cách Trịnh Thân vương Thừa Chí 1843 - 1864 - 1871 - 1882   | Dĩ cách Trịnh Thân vương Thừa Chí 1843 - 1864 - 1871 - 1882   | Dĩ cách Trịnh Thân vương Thừa Chí 1843 - 1864 - 1871 - 1882   | Dĩ cách Trịnh Thân vương Thừa Chí 1843 - 1864 - 1871 - 1882   | Dĩ cách Trịnh Thân vương Thừa Chí 1843 - 1864 - 1871 - 1882   | Dĩ cách Trịnh Thân vương Thừa Chí 1843 - 1864 - 1871 - 1882   |  |  |  |  |  |  |  |  |  |  |  |  |  |  |  |  |  |  |  |  |  |  |  |  |  |  |  |  |  |  |  |  |
|                                                                   |                                                                   |                                                                   |                                                                   |                                                                   |                                                                   |  |  | Dục Dương 1813 - 1861                                               | Dục Dương 1813 - 1861                                               | Dục Dương 1813 - 1861                                               | Dục Dương 1813 - 1861                                               | Dục Dương 1813 - 1861                                               | Dục Dương 1813 - 1861                                               |  |  | Dĩ cách Trịnh Thân vương Đoan Hoa 1807 - 1846 - 1861           | Dĩ cách Trịnh Thân vương Đoan Hoa 1807 - 1846 - 1861           | Dĩ cách Trịnh Thân vương Đoan Hoa 1807 - 1846 - 1861           | Dĩ cách Trịnh Thân vương Đoan Hoa 1807 - 1846 - 1861           | Dĩ cách Trịnh Thân vương Đoan Hoa 1807 - 1846 - 1861           | Dĩ cách Trịnh Thân vương Đoan Hoa 1807 - 1846 - 1861           |  |  | Dĩ cách Tam đẳng Phụ quốc Tướng quân Túc Thuận 1816 - 1861 | Dĩ cách Tam đẳng Phụ quốc Tướng quân Túc Thuận 1816 - 1861 | Dĩ cách Tam đẳng Phụ quốc Tướng quân Túc Thuận 1816 - 1861 | Dĩ cách Tam đẳng Phụ quốc Tướng quân Túc Thuận 1816 - 1861 | Dĩ cách Tam đẳng Phụ quốc Tướng quân Túc Thuận 1816 - 1861 | Dĩ cách Tam đẳng Phụ quốc Tướng quân Túc Thuận 1816 - 1861 |  |  | Trịnh Thuận Thân vương Khánh Chí 1814 - 1871 - 1878  | Trịnh Thuận Thân vương Khánh Chí 1814 - 1871 - 1878  | Trịnh Thuận Thân vương Khánh Chí 1814 - 1871 - 1878  | Trịnh Thuận Thân vương Khánh Chí 1814 - 1871 - 1878  | Trịnh Thuận Thân vương Khánh Chí 1814 - 1871 - 1878  | Trịnh Thuận Thân vương Khánh Chí 1814 - 1871 - 1878  |  |  | Dĩ cách Trịnh Thân vương Thừa Chí 1843 - 1864 - 1871 - 1882   | Dĩ cách Trịnh Thân vương Thừa Chí 1843 - 1864 - 1871 - 1882   | Dĩ cách Trịnh Thân vương Thừa Chí 1843 - 1864 - 1871 - 1882   | Dĩ cách Trịnh Thân vương Thừa Chí 1843 - 1864 - 1871 - 1882   | Dĩ cách Trịnh Thân vương Thừa Chí 1843 - 1864 - 1871 - 1882   | Dĩ cách Trịnh Thân vương Thừa Chí 1843 - 1864 - 1871 - 1882   |  |  |  |  |  |  |  |  |  |  |  |  |  |  |  |  |  |  |  |  |  |  |  |  |  |  |  |  |  |  |  |  |
|                                                                   |                                                                   |                                                                   |                                                                   |                                                                   |                                                                   |  |  | Bất nhập Bát phân Phụ quốc công Nhạc Linh 1849 - 1862 - 1864 - 1866 | Bất nhập Bát phân Phụ quốc công Nhạc Linh 1849 - 1862 - 1864 - 1866 | Bất nhập Bát phân Phụ quốc công Nhạc Linh 1849 - 1862 - 1864 - 1866 | Bất nhập Bát phân Phụ quốc công Nhạc Linh 1849 - 1862 - 1864 - 1866 | Bất nhập Bát phân Phụ quốc công Nhạc Linh 1849 - 1862 - 1864 - 1866 | Bất nhập Bát phân Phụ quốc công Nhạc Linh 1849 - 1862 - 1864 - 1866 |  |  |                                                                |                                                                |                                                                |                                                                |                                                                |                                                                |  |  |                                                            |                                                            |                                                            |                                                            |                                                            |                                                            |  |  | Trịnh Khác Thân vương Khải Thái 1871 - 1878 - 1900   | Trịnh Khác Thân vương Khải Thái 1871 - 1878 - 1900   | Trịnh Khác Thân vương Khải Thái 1871 - 1878 - 1900   | Trịnh Khác Thân vương Khải Thái 1871 - 1878 - 1900   | Trịnh Khác Thân vương Khải Thái 1871 - 1878 - 1900   | Trịnh Khác Thân vương Khải Thái 1871 - 1878 - 1900   |  |  |                                                               |                                                               |                                                               |                                                               |                                                               |                                                               |  |  |  |  |  |  |  |  |  |  |  |  |  |  |  |  |  |  |  |  |  |  |  |  |  |  |  |  |  |  |  |  |
|                                                                   |                                                                   |                                                                   |                                                                   |                                                                   |                                                                   |  |  | Bất nhập Bát phân Phụ quốc công Nhạc Linh 1849 - 1862 - 1864 - 1866 | Bất nhập Bát phân Phụ quốc công Nhạc Linh 1849 - 1862 - 1864 - 1866 | Bất nhập Bát phân Phụ quốc công Nhạc Linh 1849 - 1862 - 1864 - 1866 | Bất nhập Bát phân Phụ quốc công Nhạc Linh 1849 - 1862 - 1864 - 1866 | Bất nhập Bát phân Phụ quốc công Nhạc Linh 1849 - 1862 - 1864 - 1866 | Bất nhập Bát phân Phụ quốc công Nhạc Linh 1849 - 1862 - 1864 - 1866 |  |  |                                                                |                                                                |                                                                |                                                                |                                                                |                                                                |  |  |                                                            |                                                            |                                                            |                                                            |                                                            |                                                            |  |  | Trịnh Khác Thân vương Khải Thái 1871 - 1878 - 1900   | Trịnh Khác Thân vương Khải Thái 1871 - 1878 - 1900   | Trịnh Khác Thân vương Khải Thái 1871 - 1878 - 1900   | Trịnh Khác Thân vương Khải Thái 1871 - 1878 - 1900   | Trịnh Khác Thân vương Khải Thái 1871 - 1878 - 1900   | Trịnh Khác Thân vương Khải Thái 1871 - 1878 - 1900   |  |  |                                                               |                                                               |                                                               |                                                               |                                                               |                                                               |  |  |  |  |  |  |  |  |  |  |  |  |  |  |  |  |  |  |  |  |  |  |  |  |  |  |  |  |  |  |  |  |
|                                                                   |                                                                   |                                                                   |                                                                   |                                                                   |                                                                   |  |  |                                                                     |                                                                     |                                                                     |                                                                     |                                                                     |                                                                     |  |  |                                                                |                                                                |                                                                |                                                                |                                                                |                                                                |  |  |                                                            |                                                            |                                                            |                                                            |                                                            |                                                            |  |  | Trịnh Thân vương Chiêu Hú 1900 - 1902 - 1950         |                                                      |                                                      |                                                      |                                                      |                                                      |  |  |                                                               |                                                               |                                                               |                                                               |                                                               |                                                               |  |  |  |  |  |  |  |  |  |  |  |  |  |  |  |  |  |  |  |  |  |  |  |  |  |  |  |  |  |  |  |  |